# Segedinski sandžak
Segedinski Sandžak (turško Segedin Sancağı; madžarsko Szegedi szandzsák; srbsko Сегедински санџак; nemško Sandschak Segedin) je bila upravna ozemeljska enota Osmanskega cesarstva, ustanovljena v 16. stoletju. Vanj je spadala tudi Bačka Sprva je bil del Budimske pokrajine (Budin), v 17. stoletju pa je bil vključen v provinco Eger (Eğri). Upravno središče sandžaka je bil Segedin. Med leti 1686–1688 ga je večinoma zavzela Habsburška monarhija, ki si ga je po podpisu Karlovške mirovne pogodbe 1699 tudi uradno priključila.
V 16. in 17. stoletju se je večina ogrskega prebivalstva umaknila drugam; prej razmeroma gosto poseljena in cvetoča okrožja so bila opustošena, zapuščena ter izpraznjena. Priseljevati so se začeli Vlahi, Srbi in drugi Slovani z Balkana pod osmansko oblastjo; dobivali so nekatere ugodnosti, vendar so morali služiti kot vojaki. Mesta so dobivala muslimanski videz; po deželi pa se je krščanstvo ohranjalo. Bačka je spadala pod Segedinski sandžak z glavnim mestom Segedinom; vendar je bila pokrajina – ki so jo naseljevali večinoma Srbi – na splošno slabo obljudena. Delil pa se je na osem nahij:
1. Segedin
2. Subotica (Sobotka)
3. Kaloča (Kalacsa)
4. Solt (Sót)
5. Baja (Baya)
6. Sombor (Sonbor)
7. Bač (Baç)
8. Titel